# 卡普夫彗星
卡普夫彗星（22P/Kopff）是太陽系內的一顆週期彗星，在1906年8月23日被德國天文學家奧古斯特·卡普夫（August Kopff）發現。
彗星被並沒有於1912年至1913年回歸，但在1919年卻有回歸。至1954年，該彗星因接近木星而被攝動，其軌道也被改變，增加了近日點距離及延長了公轉週期。

## 外部連結
- 22P at Kronk's Cometography（页面存档备份，存于）
- 22P at Kazuo Kinoshita's Comets（页面存档备份，存于）
- 22P at Seiichi Yoshida's Comet Catalog（页面存档备份，存于）